# Свети Викентий дьо Пол (Солун)
„Свети Викентий дьо Пол“ (на гръцки: Παρεκκλήσιο Αγίου Βικεντίου του Παύλου) е католическа църква от латински обред в македонския град Солун, Гърция, храм на Солунския апостолически викариат на Римокатолическата църква.

## История
Разположена е на улица „Колокотронис“ № 19 в Ставруполи и е част от комплекса на Лазаристкия манастир. Църквата е построена в 1988 година.